# Maerua nervosa
Maerua nervosa là một loài thực vật có hoa trong họ Capparaceae. Loài này được Oliv. mô tả khoa học đầu tiên.